# Gerald Kicanas
Gerald Frederick Kicanas (ur. 18 sierpnia 1941 w Chicago, Illinois) – amerykański duchowny katolicki, biskup Tucson w latach 2003-2017, administrator apostolski Tucson od 2025.

## Życiorys
Jego rodzice mieli pochodzenie libańskie. Ukończył seminarium przygotowawcze im. arcybiskupa Quigleya, a następnie wyższe seminarium duchowne w Mundelein. Święcenia kapłańskie otrzymał 27 kwietnia 1967 z rąk kardynała Johna Cody'ego. Pracował duszpastersko do 1978. Wtedy to został pracownikiem seminariów, które za młodu ukończył. Służył jako rektor i dziekan ds. formacji w seminarium przygotowawczym, a następnie jako rektor w Mundelein.
24 stycznia 1995 otrzymał nominację na biskupa pomocniczego Chicago ze stolicą tytularną Bela. Sakry udzielił mu kardynał Joseph Bernardin. Zarządzał Wikariatem I. Troszczył się o powołania, diakonat stały i angażowanie świeckich w życie Kościoła. 30 października 2001 mianowany koadiutorem biskupa Tucson w Arizonie. 7 marca 2003 przejął sukcesję. Był to trudny okres w historii diecezji spowodowany nadużyciami seksualnymi duchownych. Diecezja musiała ogłosić bankructwo, ale sam biskup Kicanas jest do dziś chwalony za sposób prowadzenia tej sprawy. W latach 2007–2010 sprawował funkcję wiceprzewodniczącego Konferencji Biskupów Amerykańskich.
3 października 2017 przeszedł na emeryturę, a jego następcą został biskup Edward Weisenburger.
28 września 2018 został mianowany administratorem apostolskim diecezji Las Cruces i pełnił ten urząd do 23 lipca 2019, kiedy urząd objął biskup Peter Baldacchino.
20 marca 2025 otrzymał nominację na administratora apostolskiego diecezji Tucson.